# Maghrawa
Els maghrawa o maghrawes (amazic: imghrawn; àrab: المغراوة, al-maḡrāwa o المغراويون, al-maḡrāwiyyūn) foren una gran confederació tribal amaziga dels Butr, la més poderosa branca dels zenates, coneguts antigament com a gètuls. El seu ancestre mític era Maghraw.
Ibn Khaldun dona com a llar dels maghrawes la regió del Chelif, al nord-oest d'Algèria, entre la Mediterrània i les muntanyes Ouarsenis, i fins a Tlemcen a l'oest. Lleó l'Africà els situa en aquesta zona, a uns 65 km de Mostaganem, que sembla que hauria estat el seu port. Vivien com a nòmades però tenien fortaleses i establiments permanents (almenys als segles xiii i xiv).
Les tribus membres de la confederació són discutides. Segons Ibn Khaldun eren: Banu Sindjas,Banu Righa, Banu Laghwat, Banu Warra o Warrak, Banu Zandadj o Zandak, Banu Warsifan, Banu Izamratan (o Izmartan o Izmarti), Banu Said, Banu Ilit (o Ilant). Però no hi ha acord entre els historiadors sobre les sis primeres totes les quals són assenyalades per alguna font com a no membres del grup maghrawa.

## Història
Els seus orígens són desconeguts. Quan van arribar a l'Àfrica es van establir al que avui dia és l'Algèria oriental mentre que la zona del Chelif que van habitar segles després era llavors ocupat per Ajjana, pare de Zanata. Tot aquest període és molt fosc. En el temps dels romans Plini esmenta els macurebis i Claudi Ptolemeu els makkhurebis que segons una hipòtesi indemostrable no serien altres que els maghrawes. Ptolemeu assigna als makkrurebis (també makkarous o makkourbes) una zona extensa entre el Zaccar i la Gran Cabília a la Mauritània Cesariense, és a dir un territori a l'est del territori del Chelif que després van ocupar. Ptolemeu diu que una fracció dels makkrurebis vivia a Líbia interior, al curs mitjà del Dran i és probable que aquests siguin els maghrawes que al segle x i XI ocupaven la regió de Sigilmasa on havien fundat un estat amb capital a aquesta ciutat. Segons el Journal Asiatique de la Société asiatique (Paris, France), "Centre national de la recherche scientifique" (France), 1884, fou el rei Ptolemeu de Mauritània el que els va traslladar a la regió de Chelif però això resta dubtós. El que si cal assolir és que els makkrurebis són els mateixos que Corippos anomena Macarel.
Segons Ibn Khaldun la confederació ja existia quan van arribar els musulmans junt amb dues altres confederacions zanates o zenetes: els Jawara (la confederació de la reina Kahina) i els Banu Ifran. Ibn Khaldun hi afegeix els Bani Irniyan, tot i que aquesta sembla més propera als lawates (el grup Lawata i en especial a la tribu Sadrata). Ibn Khaldun diu que el seu clan reial eren els Wanzamar o Warzamar (variants Wazmar, Wartazmar, Warazmar o Wartazmir).
Segons Ibn Khaldun el cristianisme es va difondre (ell diu imposar) en temps del francs (que eren els romans o els romans d'Orient). Vers el segle vii o el VIII es van convertir a l'islam i foren una de les primeres tribus berbers a adoptar aquesta religió. En aquest temps els seus governants eren el clan dels Banu Khazar, descendents de Khazar ibn Haf ibn Sulat ibn Wanzamar ibn Maghraw. Ibn Khaldun dona una llista incompleta dels sobirans d'aquesta dinastia que va governar els territoris de Fes a Sigilmasa (i a més a Tripolitana). Una altra llista existent és encara menys completa. Segons aquestes llistes Sulat ibn Wanzamar era el cap en temps del califa Uthman (644-656) i fou fet presoner en un combat amb els àrabs vers 647/648. Enviat al califa aquest li va concedir la gràcia i es va fer musulmà; fou al retorn al seu país quan fou nomenat cap de la tribu. Segons Ibn Khaldun en aquest temps vivien a Algèria oriental. A la mort de Salat el va succeir el seu fill Hafs ibn Sulat que va esdevenir cap d'altres tribus zenetes probablement les restes dels Djarawa dels Aures que havien seguit a la Kahina que es van posar a les ordes dels seus parents maghrawes. Al segle viii Hafs fou succeït pel seu fill Khazar ibn Hafs que va donar nom a la dinastia dels Banu Khazar. Khazar es va aprofitar de la revolta de Maysara al Magreb occidental (739/740) i del subsegüent afebliment dels governadors àrabs de l'Ifríqiya (amb seu a Kairuan) per estendre la seva autoritat a tots els zenetes nòmades del Magreb central excepte els Banu Ifran de Tlemcen arribats vers el 760 i que van formar un imamat a Tlemcen.
No està documentat el seu suport als moviments kharigites del Magreb del segle viii, però si que sap que l'imam de Tahert Abd al-Wahhab ibn Abd al Rahman (784-823) va nomenar al maghrawa Nahdi ibn Asim al-Zanati com a governador al Magreb central, segurament amb la direcció d'una part dels maghrawes. Un altre maghrawa, Muhammad ibn Ishak al-Khazari, que era ibadita, fou nomenat governador de Nafzawa pel mateix imam; els al-Khazari van governar a Nafzawa fins al temps del zírida Xàraf-ad-Dawla al-Muïzz ibn Badis (1016-1062). En documents no contemporanis s'esmenten com ibadites alguns xeics maghrawes.

### Emirat maghrawa de Tlemcen
Khazar ibn Hafs va morir poc després del 750 i el va succeir el seu fill Muhammad ibn Khazar ibn Hafs, que vers 788/789 va arrabassar Tlemcen als Banu Ifran. Poc després entregava la ciutat als idríssides dels que va ser vassall. Els maghrawa van compatir el domini de la regió amb els Banu Ifran i foren vassall idríssides fins al 931 i després vassalls fatimites. A Tlemcen hi havia un emirat idríssida que el 931 va ser suprimit pels fatimites que van establir guarnició a la ciutat.
El 950 els maghrawa van passar a dependre dels zírides, governadors fatimites d'Ifríqiya i, per tant, la ciutat de Tlemcen. El 971 els maghrawes eren expulsats de la regió de Tlemcen després d'una greu derrota, però es van refer i uns anys després, probablement vers 975 tornaven a Tlemcen i ocupaven la ciutat de la que van haver de fugir davant l'ofensiva de l'emir Bulugguín ibn Ziri del 979.

### Emirat maghrawa de Fes
Fugint de l'ofensiva zírida els maghrawes van arribar al Magreb occidental on foren derrotats i la zona ocupada pels zírides. El cap maghrawa Al-Khayr ibn Muhammad ibn al-Khayr fou fet presoner i poc després executat i el va substituir el seu fill Muhammad ibn al-Khayr que va fugir a Còrdova i va demanar ajut al primer ministre Almansor. L'enviament d'un exèrcit omeia va fer retirar-se al zírides. Els maghrawes i els ifranites van dominar llavors el Magreb occidental. El cap més influent era l'emir dels Banu Ifran, que fou nomenat governador de Fes pels cordovesos vers 986, però al cap de pocs anys substituït per un cap maghrawa de nom Ziri ibn Attiya. Aquest es va revoltar i fou expulsat pels cordovesos el 997. El fill d'Almansor va restar dos anys al Magreb i el 999 el va abandonar deixant al poder al fill de Ziri ibn Atiyya. Durant aquests dos anys Ziri havia conquerit pel seu compte el Magreb central i quan va morir el va heretar el seu fill, que governava el Magreb occidental. El 1012 va quedar independent. En aquest temps els maghrawa van ocupar també Tlemcen. El 1033 els Banu Ifran, que governaven a Salé, es van apoderar de Fes i la van dominar fins al 1038, i mentre el cap maghrawa va haver de fugir a les seves possessions orientals, retornant finalment per recuperar el poder. En aquests anys Tlemcen va esdevenir de fet un emirat independent governat per una branca maghrawa. El 1063 els almoràvits van ocupar Fez però els maghrawa la van recuperar el 1065, fins que la van tornar a ocupar definitivament el 1069, seguint després les possessions orientals.

### Emirat maghrawa de Sigilmasa
Khazrun ibn Falful ibn Khazar era cap d'un grup maghrawa que fou conegut com el grup meridional, el qual des del 976 o 977 i amb el suport de Còrdova, havia intentat conquerir Sigilmasa que estava en poder des de feia dos segles dels Banu Midrar, clan dels miknasa.
El 977 ja dominaven la ciutat on Khazrun va fer proclamar la sobirania dels omeies de Còrdova i va enviar el cap del darrer midràrida a la capital del califat. Poc després va rebre un diploma d'investidura del hàdjib Almansor (el primer ministre del califat omeia). La dinastia va conservar el poder a aquesta regió fins a l'arribada dels almoràvits excepte la breu ocupació zírida (979-980).
Khazrun va governar fins a la seva mort en data desconeguda i el va succeir el seu fill Wanudin ibn Khazrun. El 979 els zírides van atacar Sigilmasa que van arribar a conquerir. Després de la retirada zírida (980) Wanudin va recuperar el poder però vers el 995 va perdre el suport d'Almansor que segurament el sospitava proper a Ziri ibn Atiyya de Fes. Almansor va enviar una expedició al Magreb al front de la qual va posar al seu propi fill Abd-al-Màlik al-Mudhàffar (997). Aquest va ocupar Fes i es va dirigir a Sigilmasa on va deposar Wanudin sent proclamat Hamid ibn Yasal, però el 999 es va fer enrere i el va restaurar.
El 1012 a la caiguda del califa a Còrdova, es va fer independent i es va apoderar de la de regió del Draa i el 1016/1017 va ocupar Sufruy, a la vall del Muluya, que depenia de Fes. Va esclatar la guerra entre l'emirat de Fes i el de Sigilmasa i aquest darrer va obtenir una important victòria i es va apoderar de molts territoris que pertanyien a Fez. Va morir en data desconeguda però, pels anys que portava al govern, no podia ser gaire després, i el va succeir el seu fill Masud ibn Wanudin.
Es van enfrontar als almoràvits que el van derrotar i matar ocupant l'emirat (1053). Els maghrawa que foren trobats a Sigilmasa foren morts pels vencedors (1053/1054). Els maghrawes que es van refugiar a Sufruy entre els quals alguns fills de Wanudin foren finalment dispersats el 1063 i només van poder conservar algunes posicions a la riba del Muluya que els almoràvits van ocupar el 1070/1071.

#### Emir maghrawes de Sigilmasa
- Khazrun ibn Falful ibn Khazar 977-979
- Wanudin ibn Khazrun 979
- Ocupació zírida 979-980
- Wanudin ibn Khazrun 980-997
- Hamid ibn Yasal 997-999
- Wanudin ibn Khazrun 999-vers 1020
- Masud ibn Wanudin vers 1020-1053
- Als almoràvits 1053

### Emirat maghrawa d'Aghmat
Un grup maghrawa es va establir a Aghmat en data desconeguda no llunyana al 990. Fou conquerit pels almoràvits el 1058.

### Segon emirat maghrawa de Tlemcen
Vegeu article principal: Emirat maghrawa de Tlemcen
El governador maghrawa de Tlemcen Yala ibn Muhammad, fou fidel a al-Muizz de Fes; va transmetre la ciutat i regió als seus descendents i progressivament Tlemcen va esdevenir un estat independent separat de Fes. Després del 1050 governava un emir de nom Bakhtit al que va succeir el seu fill al-Abbas ibn Bakhtit. El 1080/1081 Yussuf Ibn Taixfín va enviar un exèrcit format per lamtunes que es va apoderar de Tlemcen. Al-Abbas fou executat junt amb tots els descendents de Yala ibn Muhammad i els maghrawes que s'havien refugiat a la ciutat foren exterminats com els almoràvits ja havien fet en altres llocs.

### Emirat maghrawa de Sus al-Aksa
Ja després del 971 un grup de maghawes s'havia dirigit al sud del Marroc sota el xeic Mukatil ibn Khazar que segons Ibn Hawkal era germà de Muhammad ibn Khazar ibn Muhammad i es va apoderar del territori anomenat el Sus (conegut com a Sus al-Aksa) i hi vivia vers 976/977. La personalitat d'aquest emir no s'ha pogut esbrinar amb certesa però és possible que en realitat fos Mukatil ibn Attiya, germà de Ziri ibn Atiyya i considerat el principal cap maghrawa del 986 al 988/989. Després de la seva efímera presència al Sus no se'n torna a parlar.

### Els darrers maghrawa del Marroc
Els almoràvits van quasi exterminar als maghrawes, però alguns grups encara es van salvar. Al segle xiv Ibn Khaldun esmenta encara faccions dels Maghrawa: els Banu Warra eren els més importants i vivien a l'entorn de Fes i al Sus. Segons Ibn Khaldun tots els caps de les famílies dels Banu Warra que romanien a la regió de Fes foren deportades al començament del segle xiv al Chelif. L'altra fracció a esmentar eren els Banu Sindjas repartits per diversos llocs al Marroc.

### El Chelif
Després de la derrota del 971 a la batalla de Tlemcen els maghrawes van començar a emigrar en part cap al Maghrib al-Aksa des dels seus principals assentaments al Chelif, i encara que durant 8 anys van fer la guerra amb eficàcia, el 979 van haver d'assentar-se a les regions occidentals. Una part però va restar a la seva regió originària del Chelif entre els quals el Banu Warsifan, els Banu Wartazmar (o Wanzamar), els Banu Ilit, els Banu Zadjdjak i els Banu Sindjas i posteriorment encara s'esmenten els Banu Said i els Banu Warra.
Els Banu Warsifan habitaven al segle xi a la rodalia de Miliana sota els seus propis xeics i reconeixien l'autoritat dels hammàdides. També els Banu Sindjas, que tenien xeic propi, estaven a la mateix situació a la regió de Médéa. El 1063 Muannasar (o Muansar) ibn Hamad ibn Manusar ibn al-Muizz ibn Atiyya, emir de Fes, fou foragitat pels almoravits i va arribar al territori del Chelif aleshores sota domini de l'emir hammàdida al-Nasir ibn Alannas (1062-1089). Les tribus maghrawes del territori no sols el van acollir sinó que van reconèixer la seva autoritat excepte els Banu Warsifan que van romandre lleials al governador hammàdida que residia a Miliana (Milyana) i als quals Muannasar va atacar matant a alguns dels seus caps, i va matar també al governador hammàdida. Com que l'emir al-Nasir estava massa ocupat en la lluita contra els hilàlides, els Banu Warsifan es van haver d'enfrontar sols a Muannasar.
La mort de Muannasar és confusa. Segons unes fonts va morir en lluita contra els almoràvits i segons altres contra els Banu Warsifan. La lluita contra aquests efectivament va tenir lloc al mateix temps que l'atac almoràvit a Fes (1067); segons això l'emir va morir en combat contra els Banu Warsifan i el seu cap fou enviat a al-Nasir. De fet la guerra entre els maghrawa, que segurament venien del Marroc empesos pels almoràvits, i els hammàdides, va continuar fins al 1078 quan els maghrawa i les tribus zenetes aliades van patir una terrible derrota. Entre els principals caps maghrawes va destacar Abu l-Futuh ibn Habbus (o Hannush) que era el xeic dels Banu Sindjas i senyor de Médéa.
La història dels maghrawes al Chelif en aquests anys és desconeguda, ja que no és relatada per cap font, però se sap que van ser repetidament atacs pels lamtunes almoràvits. A la meitat del segle xii quan el Abd al-Samad, emir de la família dels Banu Khazar sorgit de la família del Banu Khazrun de Trípoli, es va desplaçar al Chelif, fou acollit pels Banu Warsifan, Banu Wanzamar, Banu Bu Said i algunes altres tribus maghrawes, força debilitades; sempre fidels als Banu Khazar, que eren els seus prínceps tradicionals, les tribus es van comprometre a defensar els seus drets. Abd al-Samad va tenir nombrosos fills al Chelif els descendents dels quals foren coneguts com els Banu Khazars o els Banu Muhammad (en record del gran príncep Muhammad ibn Khazar mort amb més de 100 anys vers el 961 o 962). Les tribus zanates del Magreb central es van coalligar vers 1145 (encapçalats pels Maghrawa i els Banu Warsifan) però foren aplanades pels almohades, els nous conqueridos del Magreb central el 1152. Més tard els almohades van donar a Abu Nas, descendent d'Abd al-Samad, el govern de part del territori del Chelif i la direcció dels maghrawes. Aquest govern fou l'origen d'un nou estat maghrawa.

### Emirat maghrawa del Chelif (Awlad Mandil)
Vegeu article principal: Awlad Mandil
El governador del Chelif, Mandil ibn Abd al-Rahman, net d'Abu Nas, vivia a final del segle xiii i començament del xiii. Es va apoderar del territori del riu Wamsharis i de Médéa (Lamdiya) i les regions a l'entorn i va fundar una dinastia anomenada a les fonts àrabs com Awlad Mandil. Mandil fou derrotat pel mallorquí Yahya Ibn Ghaniya i fou fet presoner morint en captivitat el 1225/1226.
El seu successor es va estendre a Ténès, Brechk, Cherchel, la Mitidja i la resta del territori del riu Wansharis però el regne fou efímer: els Banu Atiyya, caps de la tribu zenata de Tudjin a l'alt Chelif se'n van apoderar de gran part. El 1271/1272 les diverses tribus maghrawa del Chelif van reconèixer la sobirania dels abdalwadites de Tlemcen però això no fou obstacle perquè Abu-Yahya I Yaghmurassan ibn Zayyan el 1273/1274 fes una expedició a la zona i el'emir Thabit ibn Mandil va haver de cedir Ténès.
Això només fou el primer episodi de les guerres que van enfrontar als maghrawes del Chelif amb els abdalwadites, que van durar cent anys. Abans del 1300 els abdalwadites havien sotmès tot el'emirat maghrawa. El 1303/1304 Rashid ibn Muhammad, un maghrawa que s'havia posat al servei dels prínceps de Bugia, va iniciar la lluita contra els abdalwadites a la Mitidja i se li va unir un altre cap maghrawa anomenat Munif ibn Thabit; aquest fou derrotat i va acabar refugiat a l'Àndalus amb la seva família on va restar fins que va morir.
En la guerra dels maghrawes i abdalwadites cal esmentar l'expedició del sultà abdalwadita Abu-Zayyan I (1304-1308) el 1307 segons sembla en revenja pel suport dels maghrawes a l'atac i setge marínida a Tlemcen, expedició que després va continuar el sultà Abu Hammu I (1308-1318). En l'expedició del 1307 les viles de la vall del Chelif foren sotmeses per les forces abdalwadites i s'hi van instal·lar governadors obligant als maghrawes a fugir a les muntanyes. El 1314/1315 els Banu Bu Said es van revoltar a la vall del Chelif contra Abu Hammu I, però foren derrotats i el xeic rebel va haver de fugir. Durant uns anys van estar sotmesos.
Però a la meitat del segle xiv havien adquirit força poder i buscaven independitzar-se de Tlemcen; la seva capital era Timzughat o Timzurat. Fou llavors quan un príncep de la dinastia Awlad Mandil, Ali, conegut com a Ibn Rashid (potser el fill de Rashid ibn Muhammad) va prendre el poder (1048/1049), es va apoderar de Miliana, Ténès, Brechk i Cherchel a més de la ciutat de Mazuna que ja dominava abans; només uns dos anys després, vers 1350 o 1352, Abu-Thàbit I, emir abdalwadita de Tlemcen, atacava l'emirat i el dominava recuperant les ciutats que Ibn Rashid havia ocupat; els guerrers maghrawes es van refugiar a la fortalesa d'Adjru, que dominava la ciutat de Ténès però la invasió marínida de Tlemcen (que van dominar l'emirat fins al 1359) els va salvar.
Mort Ali ibn Rashid vers el 1370 el va succeir el seu fill Hamza ibn Ali, el darrer emir del Chelif. El 1372 Abu-Hammu II recuperava el poder (1372-1383) i reunia al seu exèrcit per marxar contra els maghawes; els va derrotar completament i Timzughat, la seva residència al centre del territori, fou ocupada pels abdalwadites. Ténès i Miliana es van entregar sense lluita. Els maghrawes van quedar totalment subjectes i per evitar l'esclavatge van emigrar (1373) la major part cap a la Mitidja; alguns haurien quedat a la regió del Chelif: Lleó l'Africà parla el 1525 dels nobles i valents habitants de la muntanya Magraua prop de Mostaganem.

### Els maghrawa al Zab i el Constantinès
Encara que hi havia hagut penetració maghrawa al Zab des de la revolta kharigita de Maysara (739-740), el primer emir maghrawa que va penetrar a la regió fou Muhammad ibn Khazar ibn Muhammad (+ vers 961) que vers el 928/929 es va presentar a la regió en la lluita contra els fatimites, però aviat es va sotmetre a aquests i no hi va restar ni tornar. El 989/990 un membre de la nissaga dels Banu Khazar, de nom Said ibn Khazrun ibn Falful, molest per la política omeia que afavoria a altres membres de la família (singularment als germans Mukatil i Ziri ibn Atiyya) es va dirigir a Ashir a la residència de l'emir zírida al-Mansur ibn Bulugguín (984-996) del que va rebre el govern de Tubna, al Zab. Said va morir uns dos anys després (991/992) i el va succeir el seu fill Falful ibn Said ibn Khazrun. El 999 el governador es va revoltar contra el seu senyor zírida que ara era Nàssir-ad-Dawla Badis ibn al-Mansur (996-1016) però fou derrotat i es va refugiar a les muntanyes i després al desert per passar a Tripoli el 1000 o 1001 (vegeu emirat maghrawa de Trípoli).
Tres caps maghrawes van lluitar després també al Zab contra els hammàdides (vers 1015-1029). Eren xeics dels Banu Wanzamar (o Warzamar), residien a Baghaya, i els seus noms eren Mansur al-Wanzamari, i els seus fills Abd Allah ibn Mansur i Masud ibn Mansur.
El 1068 al-Bakrí esmenta que els Banu Maghrawa i els Banu Izmarti, dues tribus maghrawes, residien prop de Biskra i els segons tenien emirs de la família dels Banu Khazar. Al-Bakrí esmenta alguns lloc relacionats amb els maghrawes. Un cap maghrawa, Abu Zaghil al-Khazari apareix assetjant la població de Waghlanat (després Ouriel) al sud de Biskra, que estava habitada segurament per ibadites. Vers 1075/1076 els maghawes i altres grups zenetes del Zab es van aliar a grups hilalians per saquejar diverses poblacions a la regió, sota la direcció d'al-Muntasir ibn Khazrun, emir dels zenetes de Trípoli que es va establir a Waghlanat. Els habitants van demanar ajut a l'emir hammàdida al-Nasir ibn Alannas (1062-1089) que va enviar el seu fill al-Mansur el qual va destruir Waghlanat; poc després al-Muntasir fou enganat per Arus ibn Sindi, senyor de Biskra, que el va capturar i matar i el seu cap enviat a al-Nasir.
La resta de grups maghrawes (zenates) que vivien al Zab eren:
- Un grup ibadita, els Banu Zandadj o Zandak, prop de Tubna, Msila i Makkara (o Makra, l'antiga Macri i moderna Bordj Magra a mig camí entre Tubna i Msila)
- Els sindjes al Uadi Naïli fins al Djebal Amour i la muntanya Rashid, tributaris dels àrabs hilàlides, possiblement ibadites
- Els righes al Djebel Aïad i fins a Nikawus (moderna Ngaous), tributaris dels àrabs Ayad i altres grups àrabs
- Els laghwats al territori desertic entre el Zab i la muntanya Rashid. La seva seu era Laghouat i van resistir el domini àrab.

Al Constantines hi van habitar grups maghrawes dels sindjes (testimoniats al segle xiv), una fracció dels Banu Warra (prop de Bugia), també al segle xiv, i els Banu Ikshan (ibadites), que hi vivien del segle x i el XI i segurament hi restaven almenys fins al XIV, ocupant la plana de Bone (Fahs Buna)

### Els maghrawa del Wadi Righ
La regió del Wadi Righ (o Wadi Arigh) era el nom donat antigament a la regió d'Ouargla (Wardjlan) a la part sud del Magreb centro-oriental, a causa de la tribu maghrawa de Righa, que eren generalment ibadites (molts nukkarites). Hi van viure entre el segle x (vers 972) i el XIV i s'hi van establir també els Sindja emigrats del Zab.

### Emirat maghrawa de Gafsa (dinastia Banu l-Rand)
Vegeu article principal: Banu l-Rand
Una nissaga maghrawa va agafar el poder a Gafsa durant la invasió hilàlida i va establir un principat considerable que va durar de vers el 1054 al 1159 quan fou ocupat pels almohades i encara fou restaurat uns anys vers el 1170 fins a la conquesta final almohade el 1180.

### Emirat maghrawa de Trípoli (dinastia Banu Khazrun)
Article principal: Emirat maghrawa de Trípoli
Com s'ha vist abans al parlar del Zab, el 989/990 un membre de la nissaga dels Banu Khazar, de nom Said ibn Khazrun ibn Falful, molest per la política omeia (aleshores els maghrawes, governats pels Banu Khazar, estaven sotmesos al califat omeia de Còrdova) que afavoria a altres membres de la família (singularment als germans Mukatil i Ziri ibn Atiyya, vegeu "Emirat maghrawa de Fes") es va dirigir a Ashir a la residència de l'emir zírida al-Mansur ibn Bulugguín (984-996) del que va rebre el govern de Tubna, al Zab. Els zírides eren els delegats fatimites a Ifríqiya, per tant rivals dels omeies.
Said va morir uns dos anys després (991/992) i el va succeir en el govern el seu fill Falful ibn Said ibn Khazrun. El 999 el governador es va revoltar contra el seu senyor zírida que ara era Nàssir-ad-Dawla Badis ibn al-Mansur (996-1016) però fou derrotat i es va refugiar a les muntanyes i després al desert.
El 1001, aprofitant les lluites entre zírides i fatimites, Falful ibn Said ibn Khazrun es va presentar a Trípoli amb el suport dels guerrers maghrawes, i va aconseguir per sorpresa el control de la ciutat, que amb el seu territori depenia dels zírides. El 1001 dominava tota la regió. Va haver de sostenir una llarga guerra contra l'emir Badis ibn al-Mansur i va perdre temporalment el poder davant l'enviat zírida Yahya ibn Hamdun al-Andalusí, i com que li calia suport extern va declarar la seva lleialtat al califa fatimita. Però no en va rebre cap ajut eficaç i llavors va demanar suport al califa omeia de l'Àndalus al que va enviar una ambaixada (1008/1009). Va morir abans del retorn d'aquesta, el 1009. El seu germà Warru ibn Said fou proclamat emir (1009-1012) i es va sotmetre a l'emir zírida reconeixent la seva autoritat però Nàssir-ad-Dawla Badis ibn al-Mansur es va presentar a la ciutat i la va ocupar i els maghrawes i zanates van fugir. Warru ibn Said va negociar una amnistia general i el seu nomenament com a governador de Nafzawa (1009).
El 1010 Warru va deixar el govern de Nafzawa al seu germà Khazrun ibn Said i es va revoltar, agafant el control de bona part de la Tripolitana i el sud d'Ifríqiya; va seguir una guerra en la qual Warru no va poder ocupar Trípoli que va restar en mans de Muhammad ibn al-Hassan, el governador zirida (1009-1014). El 1013 o 1014 Warru es va sotmetre i va morir als pocs mesos (1014/1015). L'emir zírida va nomenar governador a Abu Abdallah ibn al-Hassan (vers 1014-1022) mentre els maghrawa es van dividir per la direcció de la tribu entre dos candidats: Khalifa ibn Warru i Khazrun ibn Said, germà de Warru que va deixar el govern de Nafzawa per lluitar pel càrrec. La guerra que va seguir fou guanyada per Khalifa que es va apoderar del campament del seu rival; Khazrun va fugir a Egipte a la cort del califa fatimita, on els seus fills Said i al-Muntasir van passar la joventut.
Khalifa ibn Warru va establir la seva autoritat sobre la tribu, nominalment subjecte als zírides, però vers el 1017, havent mort poc abans l'emir zírida, es va revoltar contra el seu successor Xàraf-ad-Dawla al-Muïzz ibn Badis (1016-1062). les bandes dels maghrawa, diriges per Hammad ibn Warru, germà d Khalifa, van fer incursions cap a Gabès i la ciutat de Trípoli i això va durar fins al 1022/1023 quan el governador d'aquesta darrera ciutat, Abu Abdallah ibn al-Hassan, va entregar el poder a Khalifa. Aquest es va dirigir al califa fatimita Abu-l-Hàssan Alí ibn al-Hàkim adh-Dhàhir li-izaz-din-Al·lah (1021–1035) i va obtenir la confirmació en el càrrec (1026); tot seguit Khalifa va enviar un valuós regal a al-Muïzz ibn Badis i sembla que la pau va quedar arranjada.
La dinastia va restar al poder fins a la conquesta normanda (Roger II de Sicília) el 1146.

## Llista d'emirs dels maghrawes (dinastia Wanzamar, després anomenada Banu Khazar)
- Sulat ibn Wanzamar abans de 647-vers 680
- Hafs ivn Sulat vers 680-710
- Khazar ibn Hafs vers 710-751

### Emirs maghrawes de Tlemcen
- Muhammad ibn Khazar ibn Hafs vers 751-813
- Desconeguts vers 813-900
- Khazar ibn Muhammad I vers vers 900
- Muhammad ibn Khazar ibn Muhammad vers 910-961
- Al-Khayr ibn Muhammad ibn Khazar, governador de Laghouat mort abans de 959
- Muhammad ibn al-Khayr ibn Muhammad (governador omeia de Fes 956-971) 962-971
- Al-Khayr ibn Muhammad ibn al-Khayr 971-vers 980 (també a Fes)

### Emirs maghrawes de Fes
- Bulugguín ibn Ziri (pels fatimites) ocupació vers 979-980
- Muhammad ibn al-Khayr ibn Muhammad II 979-986
- Yaddu ibn Yala (dels Banu Ifran)vers 986-988 
  - Mukatil ibn Atiyya (que Ibn Khaldun esmenta com Attia al-Maghrawi) 986-988/989
- Ziri ibn Atiyya vers 989-997 (a Chelif i altres lloc del 998 al 1001)
- Ocupació omeia 997-999
- Al-Muizz ibn Ziri 999-1026
- Hamama ibn al Muizz ibn Atiyya 1026-1033
- Abu l-Kamal Tamim ibn Ziri (dels Banu Ifran de Salé) 1033-1038
- Hamama ibn al Muizz 1 1038 à 1040 o 1041.
- Abu Attaf Dunas ibn Hamama 1040 o 1041-1060
- Al-Fatuh ibn Dunas 1060
- Adjisa ibn Dunas 1060-1062
- Al-Fatuh ibn Dunas 1062
- Buluggin ibn Muhammad 1062-1063
- Muannasar (o Muansar) ibn Hamad ibn Manusar ibn al-Muizz ibn Atiyya 1063
- Ocupació almoràvit 1063-1065
- Muannasar (o Muansar) ibn Hamad ibn Manusar ibn al-Muizz ibn Atiyya 1065-1067

### Emirs maghrawes de Sigilmasa
- Khazrun ibn Falful ibn Khazar 977-979
- Wanudin ibn Khazrun 979
- Ocupació zírida 979-980
- Wanudin ibn Khazrun 980-997
- Hamid ibn Yasal 997-999
- Wanudin ibn Khazrun 999-vers 1020
- Masud ibn Wanudin vers 1020-1053

### Emirs maghrawes d'Aghmat
- Ali (suposat) vers 990-1120
- Yusuf ibn Ali vers 1120-1140
- Lakut ibn Yusuf vers 1140-1059

### Emirs Awlad Mandil del Chelif
- Mandil ibn Abd-ar-Rahman vers el 1190-1225/1226
- Al-Abbàs ibn Mandil, 1226-1249
- Muhàmmad ibn Mandil 1249-1263
- Àïd ibn Mandil 1263-1269
- Úmar ibn Mandil 1269-1278
- Thàbit ibn Mandil 1278-1294
- Muhàmmad ibn Thàbit 1294-1295
- Ràixid ibn Thàbit ibn Mandil (rebel) 1295-1299
- Úmar ibn Wíghran ibn Mandil vers 1299-1303
- Ràixid ibn Muhàmmad ibn Thàbit 1303-1310 (rebel 1307-1310)
- Abdalwadites 1310-1348
- Alí ibn Ràixid (rebel 1310) vers 1348-1352
- Abdalwadites 1352-1370
- Hamza ibn Alí 1371-1372, emir de Titteri 1372-1373

### Emirs Banu-l Rand de Gafsa
- Abdallah ibn Muhammad Ibn al-Rand 1053-1073 (governador independitzat)
- Abu Umar (o Abu Amr) al-Mutazz ibn Abd Allah 1073-?
- No consten vers 1100-1159
- Almohades 1159-1180
- No consta vers 1170-1180
- Almohades 1180

### Emirs maghrawes de Trípoli
- Fulful ibn Said 1001-1002
- Yahya ibn Hamdun al-Andalusi 1002-1003
- Fulful ibn Saïd (altre cop) 1003-1009
- Warru ibn Said 1009-1012
- Muhammad ibn al-Hassan 1012-1014
- Abu Abdallah ibn al-Hassan 1014-1022
- Khalifa ibn Warru 1022-1028
- Said ibn Khazrun 1028-1037
- Abu l-Hasan Ali 1037
- Khazrun ibn Khalifa 1037- 1038
- Al-Muntansir ibn Khazrun 1038-1077
- Diversos emirs de nom que no figura a les fonts 1077-1146
- Protectorat sicilià 1148-1160